# Marge del Bessó
El marge del Bessó és una construcció monumental de pedra seca que es troba al municipi de Vinaixa. El marge es construí per a crear una àmplia parcel·la plana. La pedra utilitzada provenia del mateix terreny, després de desermar, però també de l'entorn més immediat, on abundava i es podia extreure en la quantitat i la qualitat requerides. Les pedres foren transportades amb tirapedres arrossegats per mules.

## Descripció
L'any 1921, els tres germans de Cal Blanco van començar a construir el marge del Bessó, el qual van enllestir el 1927. Que tardessin tants anys s'explica per diversos factors, com ara els anys de gelades amb poca producció, i guanys minsos, però principalment per les dimensions de l'obra. A més, durant l'hivern no es podia treballar la pedra, ja que es glaçava i no es tallava bé.
Té una longitud de 128 metres, una alçada que arriba fins als 4 metres i una superfície total de mur que arriba vora els 400 m². Es calcula que pesa més de 400 tones. El marge és de tipus escalonat; cada filada està perfectament delimitada i recula uns quants centímetres respecte de l'anterior. Aquest mètode obligava que tots els carreus tinguessin un gruix i una forma similars. El resultat és un encaix quasi perfecte, amb els carreus col·locats a trencajunts.